# エントリーモ

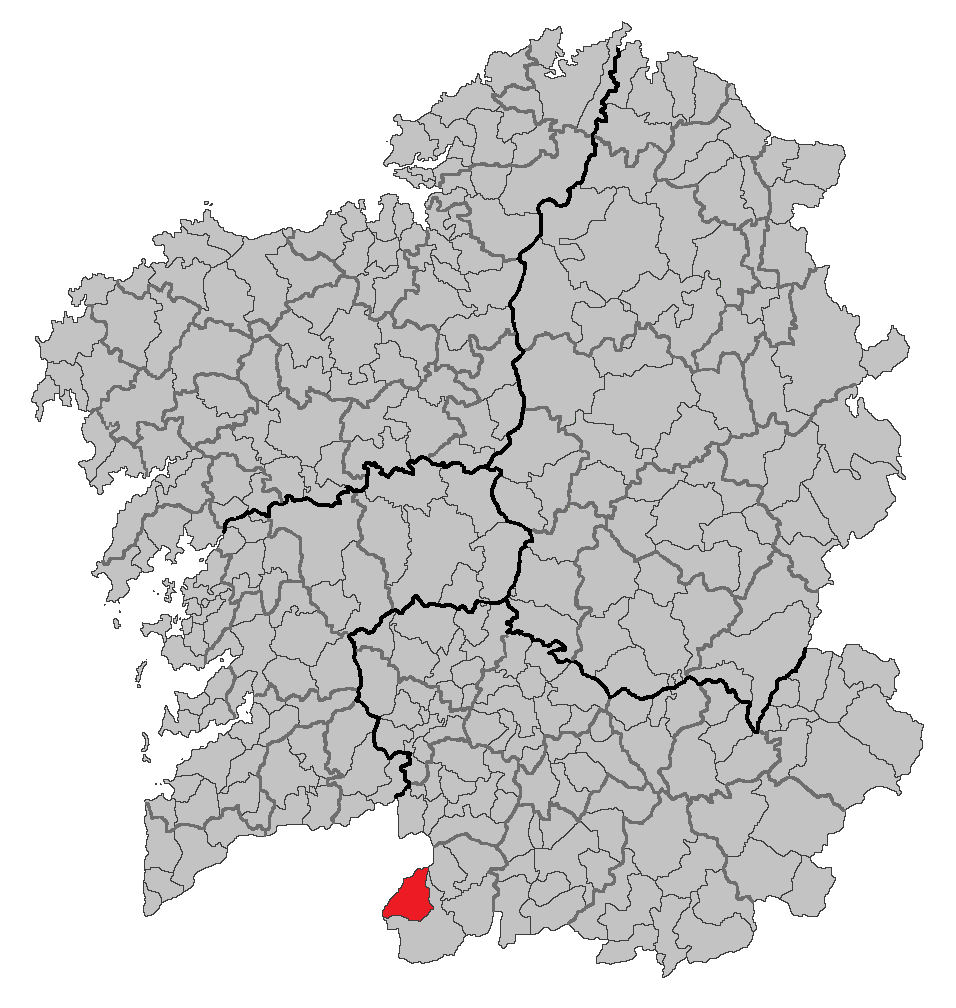

エントリーモ（Entrimo）は、スペイン、ガリシア州、オウレンセ県の自治体で、コマルカ・ダ・バイシャ・リミアに属する。
ガリシア語話者の自治体住民に占める割合は99.21％（2001年）。

## 地理
エントリーモはオウレンセ県の南西部に位置し、コマルカ・ダ・バイシャ・リミアに属する。北から西にかけてはポルトガルとの国境となっている。北東はロベイラと、東から南にかけてはロビオスの各自治体と接する。

### 人口
| エントリーモの人口推移 1900－2010                       |
|                                                         |
| 出典:INE（スペイン国立統計局）1900年 - 1991年、1996年 - |

## 政治
2007年の自治体選挙の結果、現在の自治体首長はガリシア社会党（PSdeG-PSOE）のラモン・アロンソ・ロペス（Ramón Alonso López）、自治体評議員はガリシア社会党:6、ガリシア国民党（PPdeG）:3となっている。

## 教区
エントリーモは5つの教区に分けられている。
- エントリーモ（サンタ・マリーア・ア・レアル)
- ガレス（サン・フィス）
- ア・イージャ（サン・ロウレンソ）
- ア・ペレイラ（サン・ファクンド）
- ベンセアンス（サン・トメ)

## ギャラリー

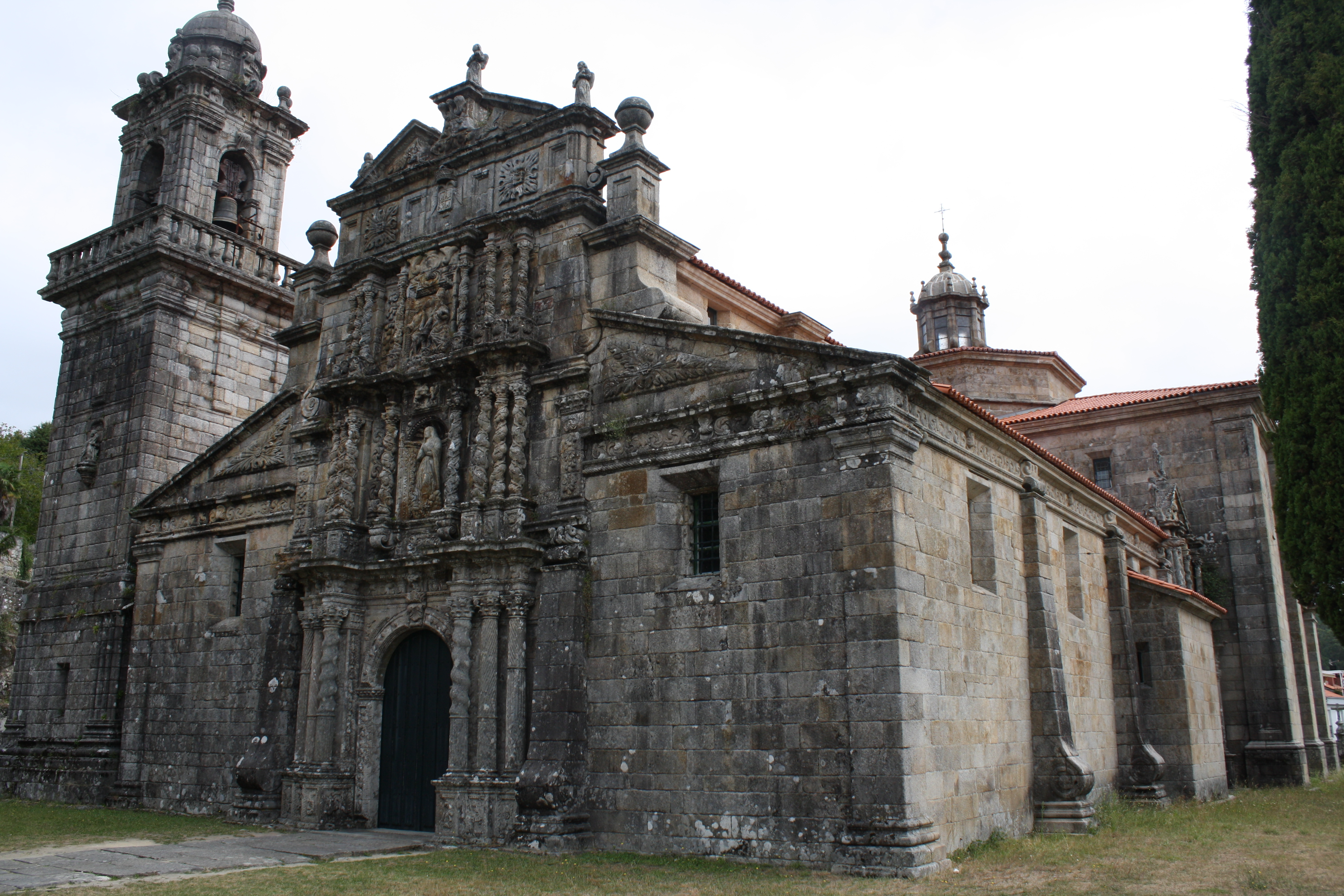
エントリーモの教区教会